# Волфф, Оуэн
Оуэ́н Майкл Волфф (англ. Owen Michael Wolff; родился 30 декабря 2004) — американский футболист, полузащитник клуба MLS «Остин».

## Клубная карьера
Выступал за юношеские команды клубов «Коламбус Крю» и «Атланта Юнайтед». В сентябре 2021 года стал игроком «Остина», став первым «доморощенным» игроком в истории клуба. 3 ноября 2021 года Оэун дебютировал за «Остин» в матче MLS против клуба «Спортинг Канзас-Сити».

## Карьера в сборной
В 2022 году дебютировал за сборную США до 19 лет.

## Личная жизнь
Оуэн — сын экс-игрока сборной США и футбольного тренера Джоша Волффа и младший брат футболиста Тайлера Волффа.